# Мелікова Наджиба Гашим-кизи
Наджиба Гашим-кизи Мелікова (азерб. Nəcibə Məlikova; 1921—1992) — азербайджанська радянська актриса, Народна артистка Азербайджанської РСР (01.06.1974).

## Життєпис

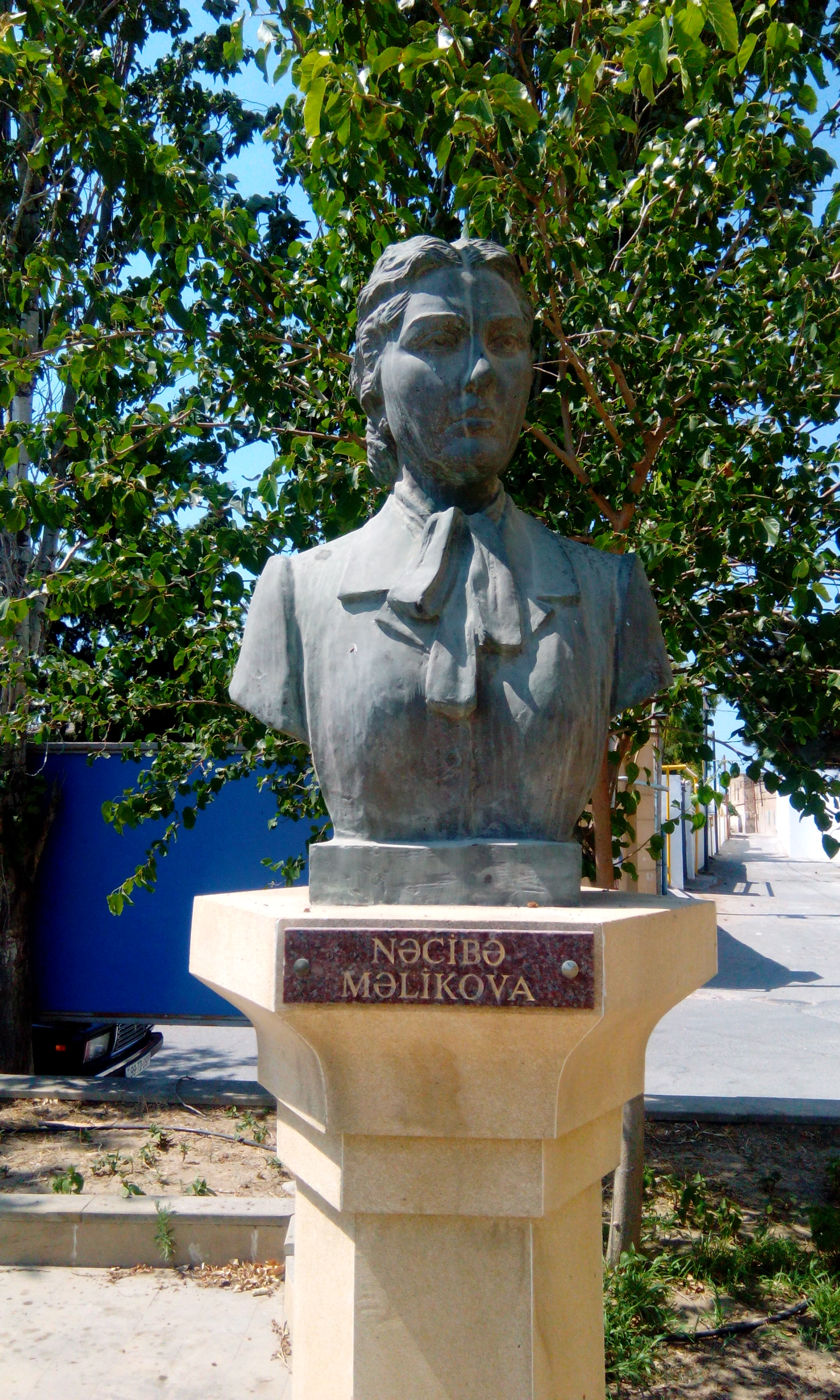
Бюст Наджиби Мелікової у селищі Бузовна

Наджиба Мелікова народилася 25 жовтня 1921 року в селищі Бузовна міста Баку. Незважаючи на те, що Н. Мелікова більше відома як кіноактриса, її творчість нерозривно пов'язана з театром. Початкову освіту отримала в селі. З 1940 по 1943 роки навчалася в Бакинській театральній школі у класі Азербайджанської Народної артистки Фатьми Кадрі.
Закінчивши школу, за своїм бажанням почала працювати Гянджинському державному драматичному театрі. Невдовзі повернувшись до Баку, вступила до Театрального інституту, закінчивши його в 1951 році.
З 1952 року в національному драматичному театрі Наджиба Мелікова виступала в епізодичних ролях, але її сценічна діяльність розпочалася значно раніше — в 1938 році. Наджиба Мелікова найбільше отримувала ролі в драмах, своїх сучасників, також світових літераторів. Не менш популярні комедійні ролі великої актриси.
10 червня 1959 року Н. Мелікова отримала звання «Заслужений артист Азербайджанської РСР», а вже 1 червня 1974 року стала народною артисткою Азербайджану.
Наджиба зіграла успішні ролі в кіно. Серед них Ділара в «Мачусі», Айгун в «Айгуні», «Аршин маль алан» та «Тітка Кахан», «Де Ахмед?». У гуморі актриси панував жартівливий і тендітний ліризм.
Померла 27 липня 1992 року в Баку. Похована на другій Алеї почесного поховання.

## Театральні роботи
Наджиба ханум Мелікова грала ролі в наступних театралізованих п'єсах:
- Шойли ханум — «Візир Лянкаранського ханства» (М. Ф. Ахундов);
- Хумар — «Шейх Санан» (Гусейн Джавід);
- Хураман — «Вагіф» (Самед Вургун);
- Садгія Хатун — «Меч і перо» (М. С. Ордубаді)
- Хумар — «Шейх Санан» (Гусейн Джавід)
- Фірангіз — «Сіявуш» (Абдулрагім бек Хагвердієв)
- Боюкханим — «Айдин» (Джафар Джаббарлі)
- Сона — «в 1905 році» (Джафар Джаббарлі)
- Еделя — «Севіль» (Джафар Джаббарлыи)
- Атлас — «Життя» (Мірза Ібрагімов)
- Ясамен — «Алігулу одружується» (Сабіт Рахман)
- Фіруза — «Вітри» (Сабіт Рахман)
- Софія Іванівна — «Зиковы» (Максим Горький)
- Огудалова — «Дівчина без приданого» (Олександр Островський)
- Малахат — «Дивний хлопець» (Ільяс Ефендієв) та інші.

## Фільмографія
Наджиба Мелікова виконувала лірично-драматичні, емоційні, доброзичливі ролі.
- 1947 — Фаталі-хан — Хадіджа
- 1950 — Вогні Баку — Мирварид (дублює М. Чередниченко)
- 1958 — Мачуха — Ділара
- 1960 — Айгюн — Айгюн
- 1961 — Сказання про любов — Саліма (дублює М. Блінова)
- 1963 — Де Ахмед? — Наргіз
- 1965 — Аршин Мал Алан — Джаган-Хала
- 1968 — Ім'ям закону — Заринтадж (дублювала Тамара Сьоміна)
- 1981 — Акорди довгого життя

## Нагороди та визнання
- Заслужений артист Азербайджанської РСР (10 червня 1959 року);
- Народний артист Азербайджанської РСР (1 червня 1974 року)[2].